# Івайло (стадіон)
Стадіон Івайло (болг. Стадион „Ивайло“, англ. 'Ivaylo Stadium') — багатоцільовий стадіон у місті Велико Тирново, Болгарія. Наразі він використовується переважно для проведення футбольних матчів і є домашнім стадіоном клубу «Етар» (Велико Тирново).

## Історія
Стадіон вміщує 18 000 глядачів і був побудований в 1958 році. 18 вересня 1969 року під час матчу між «Етаром» і «Левскі» (Софія) була найвища кількість відвідувачів на майданчику — 40 000 глядачів. Матч завершився поразкою «Етара» з рахунком 0-2. У 1974 році на стадіоні відбувся матч першого раунду Кубка УЄФА 1974—1975 між «Етаром» та міланським «Інтером» (0-0), який відвідало 27 000 глядачів. 2 жовтня 1991 року на стадіоні «Івайло» «Етар» зіграв унічию 1-1 з чемпіоном Німеччини «Кайзерслаутерном» в присутності 15 000 глядачів у першому раунді Кубка Європи 1991-92 років. Це був єдиний раз, коли стадіон приймав матчі головного європейського міжнародного змагання.
За останні роки стадіон шість разів приймав фінал Кубка Болгарської аматорської футбольної ліги — у 2015, 2016, 2018, 2019, 2020 і 2022 роках.